# Окрени мој број
Окрени мој број је први студијски албум Аде Гегаја.